# 성주 예산리 배리댁
성주 예산리 배리댁(星州 禮山里 裵里宅)은 대한민국 경상북도 성주군 성주읍에 있는 일제강점기의 건축물이다. 2006년 9월 14일 경상북도의 문화재자료 제514호로 지정되었다.

## 개요
성주 예산리 배리댁은 1936년에 도문환(都文煥)이 건립한 살림집으로, 결혼한 아들 도재림(都在琳) 내외가 분가하여 살도록 한 집이다. 택호(宅號)는 도재림의 부인이 배리(裵里)마을에서 시집온 데서 연유한다.
가옥의 건립자인 도문환(都文煥, 1887~1970)은 성주 지역의 선각적인 유림으로 계몽운동에 앞장 선 만산(晩山) 도갑모(都甲模, 1864~1937)의 아들로서, 1920년대 성주지역의 청년운동과 신간회운동 등 여러 사회운동에 활동하였던 인물이다.
평기와로 우진각 지붕을 이은 동향한 대문채를 들어서면 넓은 마당을 사이에 두고 ㄱ자형의 안채가 남향하여 자리 잡고 있다. 안채 전방으로 넓은 빈터가 남아 있는데, 이는 행랑채와 창고가 있었던 부지이며 주변으로 민가가 분포하고 있다.
가옥은 전체적으로는 전통 한옥의 외관에 일본식 전통 가옥의 평면구조, 창호, 실내장식 등 2층 구조의 절충식 근대 가옥으로 한국 주거사 연구에 중요한 자료라 할 수 있다.

## 참고 자료
- 성주예산리배리댁 - 국가유산청 국가유산포털